# Gahanna
Gahanna ist eine Stadt im Franklin County im US-Bundesstaat Ohio. Sie ist eine Vorstadt von Columbus, Ohio. Das U.S. Census Bureau ermittelte bei der Volkszählung 2020 eine Einwohnerzahl von 35.726.

## Geographie
Gahanna liegt östlich von Columbus. Insgesamt erstreckt sich das Stadtgebiet auf 32,63 km², wovon 32,19 km² auf Landfläche entfallen, 0,44 km² sind Wasser.

## Demographie
Nach der Volkszählung von 2000 hat die Stadt 33.248 Einwohner, 13.037 Haushalte und 9.151 Familien. Die Bevölkerungsdichte beträgt 1.032,7/km². Von der Bevölkerung sind 82,1 % Weiße, 11,2 % Afroamerikaner, 0,2 % amerikanische Ureinwohner, 3,1 % Asiaten, 0,05 % pazifische Insulaner, 0,9 % sonstiger Herkunft, 2,4 % sind gemischter Herkunft. 2,6 % sind Latinos.
Von den 13.037 Haushalten haben 35,6 % Kinder unter 18 Jahren. 55,1 % davon bestehen aus Verheirateten und zusammenlebenden Paaren, 11,5 % sind alleinerziehende Mütter, 3,6 % sind alleinerziehende Väter, 29,8 % sind keine Familien. 24,4 % aller Haushalte bestehen aus Singles, 8,7 % sind alleinlebende Menschen über 65. Die Durchschnittsgröße der Haushalte beträgt 2,54. Die Durchschnittsfamilie hat 3,04 Personen.
25,3 % der Einwohner sind unter 18, 7,2 % zwischen 18 und 24, 25,4 % zwischen 25 und 44, 30,3 % zwischen 45 und 64, 11,7 % über 65 Jahre. Das Durchschnittsalter ist 39,4 Jahre. In der Stadt leben 47,9 % Frauen und 52,1 % Männer.
Das Durchschnittseinkommen der Haushalte beträgt US$ 72.813. Das Durchschnittseinkommen einer Familie beträgt $85.348. Männer haben ein Durchschnittseinkommen von US$ 51.391, Frauen $35.922. Das Pro-Kopf-Einkommen der Stadt beträgt US$ 29.040. 14,8 % der Bevölkerung und 2,2 % der Familien leben unterhalb der Armutsgrenze. Von diesen Menschen sind 4,1 % unter 18 Jahren und 4,4 % über 65 Jahren.

## Geschichte
Gahanna wurde 1849 entlang des Big Walnut Creek von John Clark gegründet. Die damalige Fläche betrug 320 Hektar und gehörte Clarks Vater, der es 1814 von dem damaligen Governor Worthington gekauft hatte. Clark nannte dieses Gebiet Gahanna Plantation, von hier leitet sich auch der spätere Name der Stadt ab. Der Name Gahanna geht auf ein Wort der Ureinwohner zurück, welches den Zusammenschluss von drei Bächen zu einem Bach bezeichnet. Im Laufe des 19. Jahrhunderts gab es einen Zusammenschluss mit der Siedlung Bridgeport. Im März 1881 gab es eine Petition, Gahanna wieder zu einem eigenständigen Dorf zu machen. Diese wurde im Sommer 1881 jedoch abgelehnt.

## Söhne und Töchter der Stadt
- Amanda Adkins (* 1976), Schwimmerin
- Seth Stammler (* 1981), Fußballspieler
- Adam Friedman (* 1981 oder 1982), Pokerspieler
- Nate Linhart (* 1986), Basketballspieler
- John Hughes (* 1989), Footballspieler
- Mike Faist (* 1992), Schauspieler
- Wil Trapp (* 1993), Fußballspieler